# Baskemölla kapell
Baskemölla kapell (Sankt Thomas kapell) är ett kapell i byn Baskemölla. Den tillhör Simrishamns församling i Lunds stift.

## Historia
Fiskeläget Baskemölla tillhör Simrishamns församling, och har under flera sekler haft Gladsax kyrka som helgedom och dess kyrkogård som begravningsplats. Vägen till moderkyrkan i Gladsax var lång och tidvis svårframkomlig, i synnerhet med begravningståg vintertid. Det fanns också en önskan från invånarna att ha sina anhörigas gravar nära till hands. I april 1917 inköptes ett område för kyrkogård av Gladsax kommun. Invånarna stod själva för planering och iordningställande medan församlingen bekostade en stenmur kring begravningsplatsen som invigdes 1922.
När ritningarna till kyrkogården godkändes av kungliga byggnadsstyrelsen lyftes frågan om det inte vore lämpligt med ett kapell. Det sägs också att prästen i Gladsax inte vill åka till fiskeläget för att förrätta begravningar, vilket ledde 1924 till bildandet av Baskemölla arbetsförening, senare namnändrat till Baskemölla kapellförening. När föreningen genom gåvor, årsavgifter och auktioner samlat in 2 000 kronor fick man tillstånd från kyrkostämman i Gladsax att uppföra kapellet, där kyrkostämman även stöttade med 1 000 kronor. Med denna grundplåt kunde föreningen ta ett lån som täckte övriga kostnader för att uppföra ett kapell. Ritningar upprättades av dåvarande länsarkitekten i Malmöhus och Kristianstads län Nils August Ewe, och byggdes under ledning av byggmästare Alfred A Nilsson i Tomelilla under sommaren 1927 till en kostnad på 5 904 kronor. Kapellet invigdes den 20 oktober 1927 av dåvarande biskopen i Lund Edvard Rodhe.
År 1933 fick kapellet elektrisk belysning, och 1943 drogs en vattenledning till kyrkogården. Utökad användning av kapellet ledde till att det år 1951 utvidgades norrut med ett kor och försågs med elvärme. Utvändiga renoveringar har gjorts 1985 och 2000.